# Rémi Courgeon
Pour les articles homonymes, voir Courgeon.
 (mai 2019).
Rémi Courgeon (né le 3 mai 1959 à Choisy-le-Roi) est un auteur de littérature d’enfance et de jeunesse, illustrateur, et peintre français.

## Biographie
Rémi Courgeon suit des cours de dessin pendant son adolescence et passe ensuite le diplôme « expression visuelle » à l'école Estienne à Paris. Il commence ensuite une carrière dans la publicité en parallèle de laquelle il réalise des peintures et portraits ainsi que des albums jeunesse. Il réalise également des carnets de voyages ainsi que des reportages dessinés : sur les Dogons au Mali en 2002 pour le magazine Géo, sur le sida au Kenya pour Médecins sans frontières en 2006, et sur la reconstruction après le séisme de 2010 en Haïti pour Médecins du monde. Il réalise aussi plusieurs expositions de peintures aux États-Unis et en France.
En 2004, il quitte la publicité pour se consacrer à la création d'albums jeunesse. Il est aujourd'hui auteur et illustrateur de livres pour enfants, et compte plus d'une quarantaine d'albums qu'il a réalisés seul, texte et dessins.
En novembre 2011, il s'engage aux côtés de Médecins du monde pour se rendre à Haïti pendant deux semaines, lors desquelles il réalise un reportage dessiné sur la reconstruction du pays presque deux ans après le séisme de 2010. Il part à la rencontre des Haïtiens à Port-au-Prince, Petit-Goâve et Grand'Anse, où il témoigne de la vie des habitants après le séisme à travers plusieurs dessins et portraits, présentés sur son blog.
En 2014, Marine Landrot écrit dans sa critique Télérama de l'ouvrage L’Oizochat : « Une fois de plus Rémi Courgeon fait montre de son vibrant sens du caché. Chez lui, l'ironie côtoie souvent le sacré, dans des illustrations simples et ensorcelantes, pleines de matière et de coups de griffes. »
En 2019, il intervient auprès d'élèves dans plusieurs écoles élémentaires, lors de séances de lecture et pour répondre aux questions concernant son métier et ses albums : à Mayotte du 17 juin au 3 juillet et dans les villes d'Atlanta, Minneapolis, Columbus, Charlotte, Washington, D.C., La Nouvelle-Orléans et New York aux États-Unis du 30 septembre au 13 octobre.
Plusieurs de ses albums figurent dans la « Bibliothèque idéale » Jeunesse de la BnF, dont Trois jours en plus (2008), Pas de ciel sans oiseaux (2012), Passion et Patience (2016), ou Tiens-toi droite, (2018).

## Œuvres

### Années 1990
- L’As de pique, texte de Thierry Dedieu, Éditions Circonflexe, coll. « Les Animoches », 1992, 26 p.
- Nicolas II, texte de Thierry Dedieu, Circonflexe, coll. « Les Animoches », 1992, 28 p.
- Moi, Roland l’éléphant, Éditions Albin Michel, coll. « Moi », 1994, 24 p.
- Sous la pluie qui tache, Albin Michel, 1994, 35 p.
- Moi, Maurice le dentifrice, Albin Michel, coll. « Moi », 1995, 24 p.
- L’Arche de Noël, texte choisi par Michel Piquemal, Albin Michel, 1996,
- Paroles de paresse, textes choisis par Michel Piquemal, Albin Michel, 1996,
- Contre-recettes d’une sous-douée, textes d’Andrée Chédid, Éditions Lo Païs, coll. « D'enfance », 1999, 50 p.
- Deux gouttes d'eau salée[16], Éditions Mango, 1999, 32 p.

### Années 2000
- Moi, Pablo le bateau, Albin Michel, coll. « Moi », 2000, 24 p.
- Mes pieds, ill. de Rémi Malingrey, Lo Païs, 2000, 35 p.
- Une collection de mercredis, Éditions Casterman, 2001, 32 p.
- Le grand arbre, Mango, 2002, 25 p.

- Bouche au vent, Mango, 2003, 27 p.
- La colo, Mango, coll. « Albums illustrés », 2005, 24 p.
- Copié ? Collé !, texte de Élisabeth Brami, Éditions Nathan, 2005
- Le Nougaro, texte de Claude Nougaro, Mango, 2006, 41 p.
- Invisible mais vrai, Mango, 2006, 32 p.
- Figures libres, Éditions Thierry Magnier, coll. « Têtes de Lard », 2006, 22 p.
- De la tête aux pieds, texte de Sylvie Baussier, Mango, 2007, 79 p.
- Trois jours en plus[11], Mango, coll. « Albums illustrés », 2008, 26 p.
- Les cheveux de Léontine, Nathan, 2008, 24 p. Prix du salon de Saint-Étienne en 2009
- La famille, texte de collectifs jeunesse, Éditions Gallimard, coll. « Enfance en poésie », 2009, 28 p.
- Louis Armstrong, texte de Stéphane Ollivier, Lemmy Constantine (lu par), coll. « Découverte des musiciens », Gallimard Jeunesse, 2009, 24 p.
- Tout un tas de loups, Mango, coll. « De mouche à orteils », 2009, 14 p.

### Années 2010
- La Harpe, Éditions Flammarion, coll. « Les albums du Père Castor », 2010, 32 p.
- Dans sa tête, Éditions JBz et Cie, 2010, 58 p.
- Mon hamster à roulettes, Bayard presse, « Les belles histoires », édition de mai 2010
- Django Reinhardt, texte de Stéphane Ollivier, Gallimard, coll. « Découverte des musiciens », 2010, 24 p.
- En Route pour la chine, Bayard presse, « Les belles histoires », édition d'été 2011
- Le Violon sans papier, texte de Quitterie Simon, Éditions Milan, coll. « Milan cadet », 2011, 40 p.
- Le beau et l’art c’est quoi, texte de Oscar Brenifier, Nathan, coll. « PhiloZenfants », 2011, 96 p.
- Douze amis mots, Mango, coll. « Les petits carrés », 2011, 24 p.
- Ella Fitzgerald, texte de Stéphane Ollivier, Gallimard, coll. « Découverte des musiciens », 2011, 24 p.
- Participation dans : Marie Moinard et collectif, En chemin elle rencontre... Les artistes se mobilisent pour le respect des droits des femmes, Vincennes/Paris, Des ronds dans l'O / Amnesty International, février 2011, 96 p. (ISBN 978-2-917237-15-1)
- Elvis Presley, texte de Stéphane Ollivier, Gallimard, coll. « Découverte des musiciens », 2012, 26 p.
- Le Géant petit cadeau[17], Flammarion, 2012, 24 p.
- Brindille[18], Milan, 2012, 32 p. Prix Chrétien de Troyes en 2013Best illustrated Children’s books by the New York Times books review en 2017Album traduit en chinois, polonais, coréen, et portugais
- J’ai mal aux maths !, texte d’Élisabeth Brami, Talents Hauts, coll. « Livres et égaux », 2012, 48 p.
- Pas de ciel sans oiseaux[12], Mango, 2012, 32 p. Prix des jeunes lecteurs du salon de Beyrouth en 2012
- La Fille du père Noël, Bayard jeunesse, 2012
- Pieds nus[19],[20],[21],[22], Éditions du Seuil, 2013, 80 p.
- Blancs comme neige, Milan, 2013, 32 p. Prix de la ville de Nanterre en 2014Prix Gayant Lecture en 2015

Couvertures des albums Tiens-toi droite (2018), Brindille (2012) et Les cheveux de Léontine (2008)

- Couvertures des albums Tiens-toi droite (2018), Brindille (2012) et Les cheveux de Léontine (2008)Toujours debout, ill. Isabelle Simon, Éditions L’initiale, 2013, 34 p.
- Le Grand arbre et autres histoires, Mango, 2013, 106 p.
- Contes d’Afrique, texte de Jean-Jacques Fdida, Éditions Didier Jeunesse, 2013, 128 p.
- Gros chagrin, Éditions Talents Hauts, 2014, 32 p.
- L’Oizochat[7], Mango, 2014, 40 p.
- C’est l’histoire du poisson bavard[23], Seuil Jeunesse, 2015, 32 p.
- Cette nuit-là, Mango, 2015, 28 p.
- Django Reinhardt, texte de Stéphane Ollivier, Gallimard, coll. « Découverte des musiciens », 2015, 24 p.
- Ray Charles, texte de Stéphane Ollivier, Gallimard, coll. « Découverte des musiciens », 2015, 24 p.
- J’aime pas les clowns[24],[25], texte de Vincent Cuvellier, Gallimard-jeunesse Giboulées, coll. « Hors-série Giboulées », 2015, 32 p.
- Tohu Bohu[26], Nathan, 2016, 48 p.
- Le Mystère Ferdinand, texte de Mim, Milan, 2016, 40 p.
- Passion et Patience[13], Milan, 2016, 40 p.
- Le Fils caché de l’oizochat ou L'oizochat : Le fils caché, Mango, 2017, 32 p.
- Le Croque Lapin, Éditions Belin, 2017, 34 p.
- Tiens-toi droite[14],[15], Milan, 2018, 32 p.
- Le Miel de la rue Jean Moulin, Nathan, 2018, 32 p.
- Série Le Monde selon Timoto :
  - Timoto n’est pas un tigre, Nathan, 2018
  - Timoto sait déjà bientôt nager[27], Nathan, 2018
  - Timoto aime très beaucoup sa maman, Nathan, 2018
  - Timoto veut un vrai cheval, Nathan, 2018
  - Timoto y arrive presque tout seul, Nathan, 2018
  - Timoto a un meilleur copain, Nathan, 2018
  - Timoto se marie pour de vrai, Nathan, 2019
  - Timoto cuisine un anniversaire, Nathan, 2019

### Années 2020
- Ta peau contre la mienne[28], Milan, 2020
- Le Livre du rien[29], Seuil Jeunesse, 2020
- Hector Été Automne Hiver, Didier Jeunesse, 2021
- Mon herbier des gens, La cabane bleue, 2022

## Prix et distinctions
- 2002 : Prix Saint-Exupéry[30] pour Le Grand arbre
- 2009 : Prix de la Fête du livre de Saint-Étienne[31] pour Les Cheveux de Léontine
- 2012 : Prix des jeunes lecteurs du salon de Beyrouth pour Pas de ciel sans oiseaux
- 2012 : Finaliste Pépite de l'album[32], Salon du livre et de la presse jeunesse de Montreuil, pour Brindille
- 2013 : Prix Chrétien de Troyes[33] pour Brindille
- 2013 : Finaliste Prix Brindacier[34]
- 2014 : Prix de la ville de Nanterre pour Blancs comme neige
- 2014 : (international) « Honour List »[35] de l' IBBY pour Brindille
- 2015 : Prix Gayant Lecture[36] pour Blancs comme neige
- 2017 :  Best illustrated Children’s books 2017[37] par The New York Times books review pour Brindille
- 2018 : Sélection pour le prix Albertine Prix Jeunesse[38] pour Brindille
- 2021 : Finaliste Prix Landerneau[39], Catégorie Album Jeunesse, pour Le Livre du rien

Plusieurs de ses albums figurent dans la « Bibliothèque idéale » Jeunesse de la BnF, dont Trois jours en plus (2008), Pas de ciel sans oiseaux (2012), Passion et Patience (2016), ou Tiens-toi droite (2018).